# Glaphyra perfuga
Glaphyra perfuga là một loài bọ cánh cứng trong họ Cerambycidae.